# Bill Mumy
Charles William "Bill" Mumy Jr., född 1 februari 1954 i San Gabriel, Kalifornien, är en amerikansk skådespelare och musiker.

## Rollista i urval
- 1961–1962 – Alfred Hitchcock presenterar (TV-serie) (2 avsnitt)
- 1961–1963 – Twilight Zone (TV-serie) (3 avsnitt)
- 1965 – Kära Brigitte
- 1965–1968 – Lost in Space (TV-serie) (84 avsnitt)
- 1971 – De utstötta
- 1973 – Papillon
- 1983 – Twilight Zone – på gränsen till det okända
- 1984 – Hard to Hold
- 1994–1998 – Babylon 5 (TV-serie) (109 avsnitt)
- 1998 – Star Trek: Deep Space Nine (TV-serie) (1 avsnitt)
- 2000 – Buzz Lightyear, rymdjägare (TV-serie) (2 avsnitt, röst)
- 2018–2019 – Lost in Space (TV-serie) (2 avsnitt)